# Kleingebiet Balatonfüred
Das Kleingebiet Balatonfüred (ungarisch Balatonfüredi kistérség) war bis Ende 2012 eine ungarische Verwaltungseinheit (LAU 1) innerhalb des Komitats Veszprém in Mitteltransdanubien. Im Zuge der Verwaltungsreform Anfang 2013 gingen die Gemeinden des Kleingebiets vollständig in den nachfolgenden Kreis Balatonfüred (ungarisch Balatonfüredi járás) über. Diesem neuen Kreis wurde noch die Gemeinde Alsóörs des Kleingebiets Balatonalmadi zugeordnet.
Im Kleingebiet Balatonfüred lebten Ende 2012 auf einer Fläche von 324,41 km² 22.664 Einwohner. Mit 70 Einwohnern/km² lag die Bevölkerungsdichte unter dem Komitatsdurchschnitt (78 Einwohner/km²).
Der Verwaltungssitz befand sich in der einzigen Stadt Balatonfüred (13.313 Ew.).

## Ortschaften
Die folgenden Ortschaften gehörten zum Kleingebiet Balatonfüred:
| Aszófő        | Balatonakali  | Balatoncsicsó | Balatonfüred | Balatonszepezd |
| Balatonszőlős | Balatonudvari | Csopak        | Dörgicse     | Lovas          |
| Monoszló      | Óbudavár      | Örvényes      | Paloznak     | Pécsely        |
| Szentantalfa  | Szentjakabfa  | Tagyon        | Tihany       | Vászoly        |
| Zánka         |               |               |              |                |